# رابيو كوانكواسو
رابيو كوانكواسو (مواليد 21 أكتوبر 1956) هو سياسي نيجيري، شغل منصب حاكم ولاية كانو في الفترة من 1999 حتى 2003 ومن 2011 حتى 2015.